# St. Gangolf (Bonn)

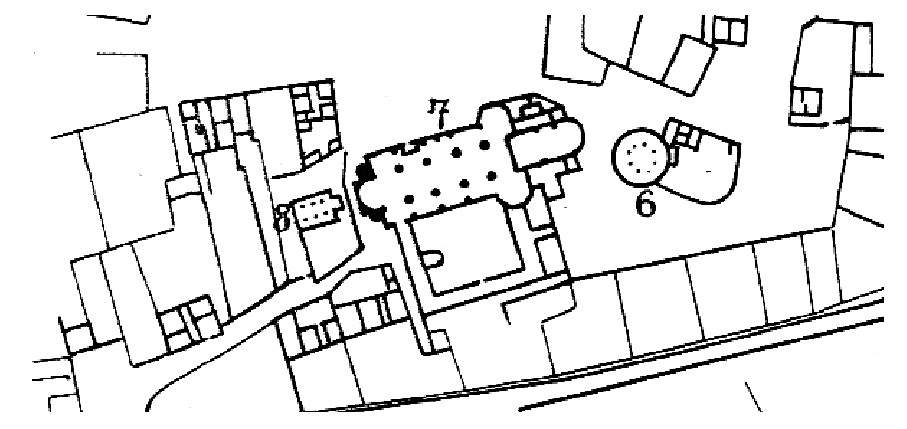
Umgebung des Bonner Münsters 1715. St. Gangolf links die Nr. 8

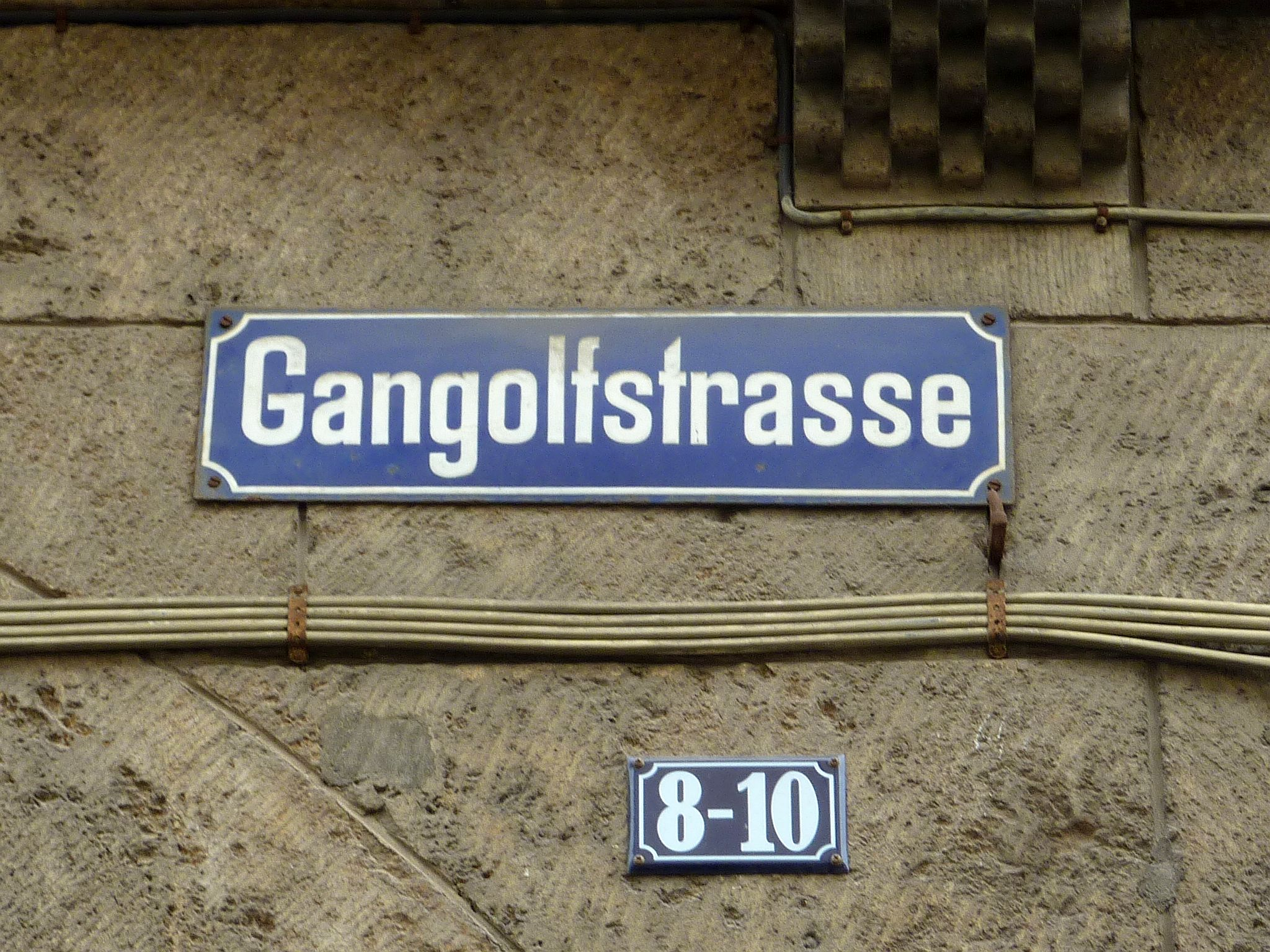
Die Gangolfstrasse erinnert in Bonn an die alte Kirche St. Gangolf

St. Gangolf war eine romanische Pfarrkirche in Bonn. Sie befand sich unmittelbar westlich vom Bonner Münster.

## Geschichte
St. Gangolf wurde von Erzbischof Philipp von Heinsberg um 1170 gestiftet. Im liber valoris um 1300 wurde sie als eine von vier Bonner Pfarrkirchen genannt. Philipp wählte wahrscheinlich das Patrozinium des heiligen Gangolf, um an das von seiner Großmutter 1128/29 in Heinsberg gegründete Gangolf-Stift zu erinnern. 
Die Bonner Kirche St. Gangolf war dem Cassius-Stift inkorporiert. Sie besaß wie eine ganze Reihe von Pfarrkirchen im Bonner Raum, die zum Cassius-Stift bzw. zum Stift Vilich gehörten, im Osten eine Chorturmanlage mit dem Chorjoch im Untergeschoss und anschließender kleiner Halbkreisapsis.
Im Zuge des Säkularisation wurde die Pfarrei 1804 aufgehoben und die Kirche 1807 niedergelegt. Die Glocken wurden aufgeteilt. Eine Glocke gelangte in die Bonner Stiftskirche. Die Fundamente von St. Gangolf wurden bei der Errichtung des Gänsebrunnens teilweise aufgedeckt und dokumentiert. An die Kirche erinnern heute die Gangolfstraße und der Gangolfsaal im Münster-Carré.